# Автоматический кран-штабелёр
Автоматический кран-штабелёр — кран-штабелёр, предназначенный для перемещения единиц хранения внутри зоны складирования без участия человека.
Он является неотъемлемой частью оборудования автоматического склада.
Грузозахватное устройство автоматического крана-штабелёра размещает единицу хранения на борту крана-штабелёра. В зависимости от конкретных задач могут использоваться грузозахватные устройства различных типов.
Интеллектуальное управление позволяет автоматическому крану-штабелёру рассчитывать требуемую траекторию движения и передвигаться одновременно по вертикальной и горизонтальной оси. Также производится расчёт скорости перемещения и длины траектории движения.
Разнообразие и универсальность разновидностей кранов-штабелёров (в отношении высоты склада, грузоподъёмности, количества перемещаемых одновременно грузовых единиц, типа конструкции крана и манипулятора) позволяют оптимизировать использование складских площадей, минимизировать количество ошибок и сократить затраты времени на операции выдачи материалов со склада и приёма на хранение.